# Rue de Marseille (Lyon)
Pour les articles homonymes, voir Rue de Marseille.
La rue de Marseille est une rue du quartier de la Guillotière dans le 7e arrondissement de Lyon, en France.

## Origine du nom
Le nom provient de la gare de La Mouche, qui était appelée gare de Marseille.

## Historique
Il s'agit de l'ancienne rue Saint-André. Son nom actuel lui est attribué le 6 juillet 1854, par délibération municipale.

## Situation et accès
Cette rue débute place Gabriel Péri au nord et se termine rue Raoul Servant au sud. Elle accueille une voie de circulation automobile à sens unique ainsi que la ligne 1 de tramway sur une partie de sa longueur (stations Guillotière-Gabriel Péri, et Saint-André).  
La partie sud de la rue se trouve dans le quartier des facultés (Lyon 2 et Lyon 3). On y trouve également le siège du Rectorat de l'académie de Lyon.  

## Bâtiments remarquables et lieux de mémoire
- Au niveau du n°35 : Le garage Citroën inscrit au titre des Monuments historiques[2], et qui fut appelé dans les années 30  « la plus grande station-service du monde »[réf. nécessaire].
- Face au n°24 : Église Saint-André
- 39 : immeuble avec un portail remarquable, siège de la Société de lecture de Lyon
- 78, en novembre 2024, lors de la cérémonie Les Pics d'Or le dispositif « primé » par le grand public, avec 13 000 votants, surnommé « Pot-pourri » (des gros pots de fleur vides), se situe au 78 rue de Marseille[3].

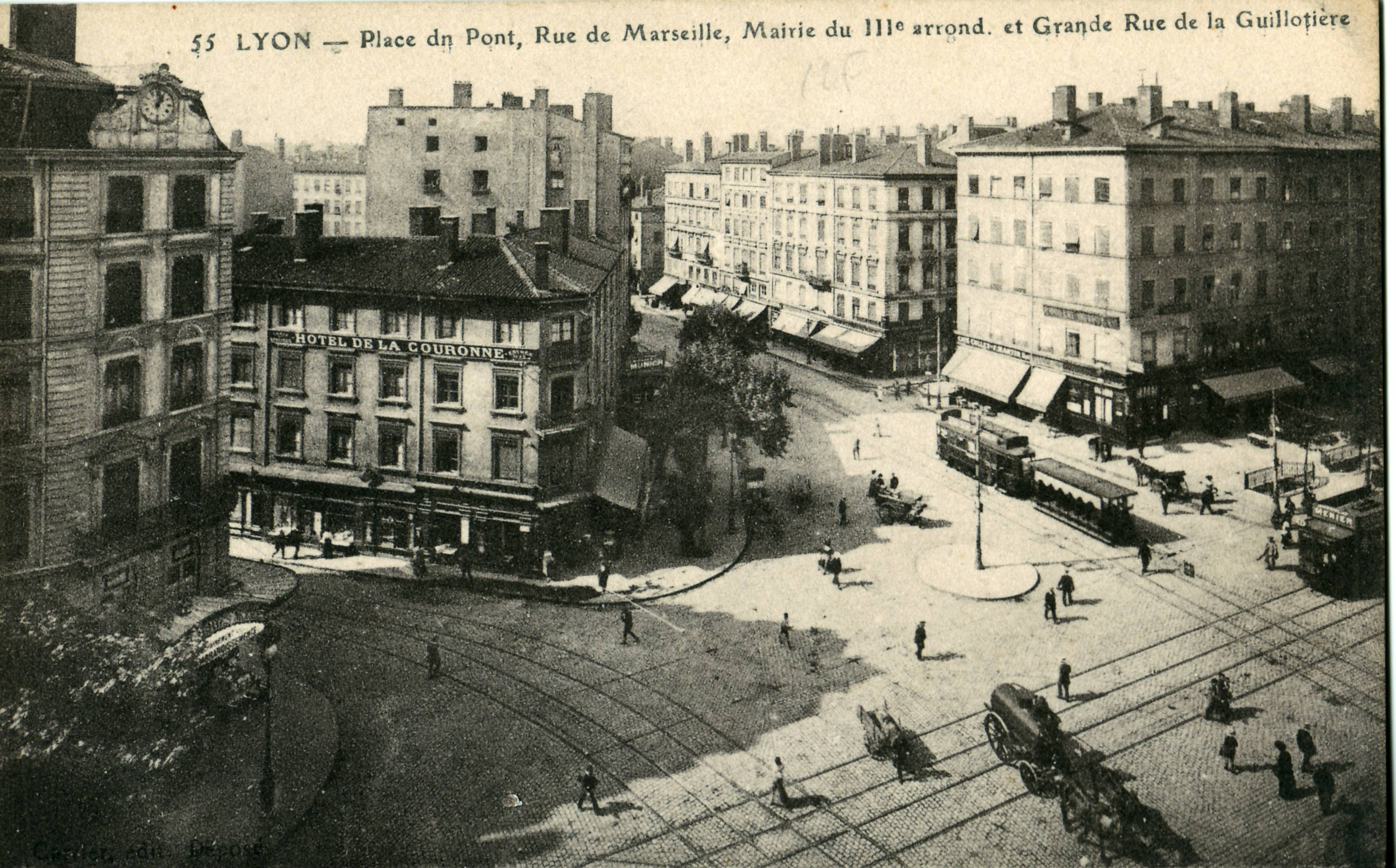
Place Gabriel-Péri, l'extrémité Nord de la Rue de Marseille en 1912. (au centre de la photo).